# Danae venustula
Danae venustula là một loài bọ cánh cứng trong họ Endomychidae. Loài này được Gestro miêu tả khoa học năm 1895.